# První italsko-etiopská válka
První italsko-etiopská válka bylo vojenské střetnutí Itálie a Etiopie na konci 19. století. Skončilo etiopským vítězstvím. Šlo o jeden z mála případů úspěšného ozbrojeného odporu Afričanů vůči evropským kolonizátorům.

## Příčiny
25. března roku 1889 si vládce Shewy (centrálního regionu Etiopie) Menelik II. za podpory Itálie podrobil Tigraj a Amharsko a byl zvolen císařem Etiopie (v té době známa pod jménem Habeš). Ani ne za měsíc a půl, 2. května, podepsal s Itálií smlouvu o spojenectví, která Itálii dávala kontrolu nad Eritreou, severovýchodní oblastí Etiopie na pobřeží Rudého moře, výměnou za uznání Menelikovy vlády.
Ve skutečnosti dvojjazyčná Wuchalská smlouva říkala něco jiného v italské verzi a něco jiného ve verzi amharské. Původní text, který Menelik údajně objevil krátce poté, ustanovoval nad Etiopií italský protektorát. Podle italských diplomatů však originální amharský text obsahoval tuto klausuli také a byla prý Menelikem vědomě podepsána.
V roce 1893, když Menelik usoudil, že jeho moc v zemi byla upevněna, smlouvu odmítl. Italové zareagovali dalším zvyšováním nátlaku a v říjnu 1895 začali soustřeďovat své vojenské síly podél břehu řeky Mareb do Tigraje (na hranicích s Eritreou). Italové očekávali,že se k nim připojí vzbouření mocnáři, jako Gojjamský negus Tekle Haymanot, Ras Mengeša Yohannes a Aussaský sultán.
Namísto toho však Tigrajci i Amharové vyjádřili podporu císaři Menelikovi, jako projev vlastenectví. Ostatní lidé pochybné loajality (jako třeba Aussaský sultán) byli přísně střeženi císařskou gardou. Menelik byl navíc dobře vyzbrojen, protože předchozí čtyři roky využil k výzkumu a nákupu moderních zbraní a munice.

## Průběh bojů
První bitva proběhla u Amba Alagi 7. prosince, kdy etiopští vojáci obklíčili italské pozice, využívajíce přírodních obranných prvků a zatlačili Italy zpátky do Eritrey. Zbývající italští vojáci pod velením generála Giuseppe Arimondi se opevnili v nedokončené italské tvrzi v Mekele. Arimondi tam nechal malou posádku, čítající zhruba 1150 askariů (afričtí a arabští žoldáci, sloužící v kolonizátorských armádách) a 200 Italů, předal velení majorovi Gallianimu a odvedl zbytek svých vojáků do Adigratu, kde generál Oreste Baratieri, italský velitel, koncentroval svou armádu.
Mekele dosáhly etiopské jednotky během pár dní. Ras Makonnen zaútočil na tvrz 20. prosince, ale nebyl schopný obránce porazit. K prvnímu lednovému dni císař Menelik, doprovázen svou královnou Taytu Betul, přivedl velké vojsko do Tigraje a obléhal italskou pevnost od 6. do 21. ledna 1896, kdy se po několika bezvýsledných pokusech o dobytí Italové se svolením svého velení vzdali. Menelik stále věřil v mírové řešení konfliktu a tak zajatcům dovolil odejít i s jejich zbraněmi a dokonce jim daroval několik mul a tažných zvířat, aby se mohli připojit ke svému vojsku.
Početně mnohem menší Baratieriho armáda odmítla útok opětovat, vědoma si faktu, že Etiopané nebudou schopni udržet tak velké množství vojáků v poli příliš dlouho, avšak italská vláda Francesca Crispiho odmítla akceptovat fakt, že byla poražena neevropskou armádou. Premiér nařídil Baratierimu na Etiopii neprodleně zaútočit.
Výsledkem byla bitva u Adwy, jež proběhla 1. března 1896. V této bitvě byla zapojena téměř polovina veškerých italských sil ve Východní Africe. Etiopané se však bránili odhodlaně. Bitva se odehrála v hornaté krajině nedaleko města Adwy. Italská armáda byla složena ze čtyř brigád, čítajících dohromady zhruba 20 000 vojáků s 56 dělostřeleckými jednotkami. Generál Baratieri měl v plánu etiopské jednotky překvapit útokem v časných ranních hodinách. Předpokládal že vojáci budou ještě spát. Avšak Etiopané vstávali velmi brzo kvůli ranním bohoslužbám a tak jakmile zjistili co mají Italové v plánu, provedli protiútok a zcela italskou armádu rozdrtili. Ačkoli velká část Menelikova vítězství byla výsledkem početní převahy, Menelikova důkladná příprava a vyzbrojení armády se na výsledku také podílela významnou měrou.

## Důsledky války
Italské ztráty byly 11 133 mrtvých nebo nezvěstných a 2 000 dříve zajatých. Navíc bylo zabito či zajato 4 000 eritrejských askariů. Etiopie ztratila okolo 7 000 vojáků a zhruba 10 000 Etiopanů bylo raněných. S italskými zajatci bylo zacházeno tak dobře, jak jen to situace dovolovala, ale 800 zajatých askariů bylo ze strany Etiopanů považováno za zrádce a tak jim byla useknuta pravá ruka a levé chodidlo.
Menelik se v pořádku vrátil do Addis Abeby, hlavního města Etiopie, a vyčkal než Crispiho vláda v Itálii padne. To se stalo během čtrnácti dní a Menelik v říjnu zajistil Addis Abebskou smlouvou přesné vytyčení hranic s Eritreou a donutil Itálii uznat nezávislost Etiopie.